# Saints de La Nouvelle-Orléans
Pour les articles homonymes, voir Saints.
Stade
Maillots
Super Bowl XLIV
Les Saints de La Nouvelle-Orléans (New Orleans Saints en anglais) sont une franchise de la National Football League (NFL) basée dans la ville de La Nouvelle-Orléans.
La franchise des Saints, fondée le 1er novembre 1966, compte à son palmarès, une victoire au Super Bowl acquise lors de la Saison NFL 2009. Après une saison régulière 2009 marquée par une série de 13 victoires consécutives et après avoir remporté le titre de champion de conférence NFC en prolongation contre les Vikings du Minnesota (31-28), les Saints s'étaient qualifiés pour la première fois de leur histoire pour la finale du championnat de NFL, le Super Bowl. Ils remporteront ensuite le 7 février 2010 à Miami, le Super Bowl XLIV contre les Colts d'Indianapolis sur le score de 31 à 17.
L'histoire récente des Saints a été marquée par le passage de l'ouragan Katrina en 2005. Il a contraint la franchise à jouer ses matches à domicile la saison suivante au Giants Stadium de New York, à l'Alamodome à San Antonio dans le Texas et au Tiger Stadium de Bâton-Rouge. Ils rejouent au Louisiana Superdome en septembre 2006. Depuis le passage de Katrina et le retour des Saints au Superdome, les Saints sont perçus par la population de La Nouvelle-Orléans comme les représentants de la ville, à l'instar des Pelicans de La Nouvelle-Orléans (NBA). Leur retour et leur parcours en 2006 ont soulevé l'enthousiasme des supporters de La Nouvelle-Orléans, les Saints concluant leur saison par une fiche de 10-6 (10 victoires, 6 défaites) et une participation à la demi-finale du championnat. En dépit de la situation économique d'alors, les Saints ont signé un contrat avec l'État de la Louisiane : la franchise devrait ainsi rester à La Nouvelle-Orléans jusqu'en 2030.

## Origine
Le nom « Saints » fait allusion à la fête catholique de la Toussaint du 1er novembre. De plus, la Nouvelle-Orléans possède une large population de Catholiques. La chanson When the Saints Go Marching In est largement associée à l'équipe, étant chantée régulièrement par les fans lors des matchs. Les couleurs de l'équipe sont le noir et l'or et leur logo une fleur de lys. Ils jouèrent leurs matchs au Stade Tulane jusqu'en 1974. Ils émigrent ensuite au Louisiana Superdome. Désormais, ce stade s'appelle le Mercedes-Benz Superdome, le constructeur automobile ayant racheté les droits du nom du stade.

## Palmarès
- Super Bowl (1) : 2009 (XLIV) ;
- Champion de conférence NFC (1) : 2009 ;
- Champion de division (9) :
  - NFC Ouest (2) : 1991, 2000 ;
  - NFC Sud (7) : 2006, 2009, 2011, 2017, 2018, 2019, 2020.

## Rivalité
- Panthers de la Caroline
- Falcons d'Atlanta
- Buccaneers de Tampa Bay
- 49ers de San Francisco et Rams de Saint-Louis (avant la réorganisation des divisions)

## Histoire

### 1966 - 1969: L'ère de Tom Fears
Le 1er novembre 1966, la ville de La Nouvelle-Orléans obtient une franchise de la NFL grâce aux activismes locaux (comme David Dixon (en), aux membres de médias locaux (tels que Crozet Duplantier, rédacteur sportif de New Orleans States-Item (en)) et aux forces politiques locales (comme le sénateur Russell Long (en) et le membre du Congrès Hale Boggs ayant subordonné l'approbation de la fusion NFL-AFL à l'attribution d'une franchise à la Nouvelle-Orléans).
En décembre, le pétrolier John W. Mecom Jr. (en) devient actionnaire majoritaire et président de l’équipe. Il nomme alors Tom Fears (en) comme entraîneur principal. L’équipe est surnommée "Saints" en raison de la fête de la Toussaint de l’Église catholique romaine, un surnom approprié pour la région catholique de La Nouvelle-Orléans. Le stade initial de l'équipe est le Tulane Stadium qui peut accueillir plus de 80 000 spectateurs. L'équipe est placée dans la Division Capitole de la NFL. Cette division est composée des Cowboys de Dallas, des Eagles de Philadelphie et des Redskins de Washington.
L’équipe débute bien puisqu'elle obtient un bilan de 5 victoires pour une seule défaite en pré saison. Lors de leur premier match officiel contre les Rams de Los Angeles, John Gilliam (en) marque en début de match un touchdown en 94 yards. Cela n’a pas suffisant pour les Saints qui perdent 13 à 27. Ils obtiennent leur première victoire (31 à 24) le 5 novembre contre les Eagles. Ils terminent la saison avec un bilan de 3-11, le deuxième plus mauvais score de la ligue.
Les prochaines années sont du même acabit. En 1968, ils évoluent dans la Division Century et enregistrent un bilan de 4-9-1 alors qu’ils avaient comme adversaire, les Browns de Cleveland, les Cardinals de St. Louis et les Steelers de Pittsburgh. En 1969, ils reviennent en Division Capitole (avec les mêmes adversaires en division qu'en 1967) et obtiennent un bilan de 5-9.

### 1970 - 1974: L'ère de J.D. Roberts et de John North
La saison 1970 voit un nouveau réalignement pour les Saints à la suite de la fusion entre l'AFL et la NFL. Les Saints sont placés dans la division NFC West où ils resteront jusqu'en 2001. Les premiers adversaires de division seront les Falcons d'Atlanta, les Rams de Los Angeles et les 49ers de San Francisco Les Rams seront remplacés par les Panthers de la Caroline en 1995.
La saison commence mal pour les Saints. Tom Fears (en) est limogé et est remplacé le 3 novembre par J.D. Roberts (en). Lors du premier match de Roberts comme entraîneur principal, la Nouvelle-Orléans s'incline 16 à 17 contre les Lions de Détroit malgré un FG de 63 yards de K Tom Dempsey, record de la NFL à l'époque. Ce record sera battu 43 ans plus tard (en 2013) par K Matt Prater des Broncos de Denver lequel inscrit un FG de 64 yards. La réussite de Dempsey est d'autant plus remarquable qu'il est né sans orteils au pied droit, pied avec lequel il a frappé. Cette victoire sera cependant la dernière de la saison. Ils perdent leurs six derniers matchs pour finir avec un bilan de 2-11-1, le pire record de la jeune histoire de la franchise.
Pour la draft 1971 de la NFL (en), les Saints possédaient le deuxième choix global après les Patriots de Boston. Un quarterback étant nécessaire pour la franchise, ils choisissent Archie Manning des Rebels d'Ole Miss. En début de saison, Manning ne déçoit pas : il gagne 218 yards et inscrit 2 TDs lors du match gagné 24 à 20 contre les Rams. Quatre semaines plus tard, Manning contrarie les Cowboys de Dallas (victoire à 24 à 14). Les Cowboys reviendront au Tulane Stadium trois mois plus tard pour remporter le Super Bowl VI contre les Dolphins de Miami. Tout au long de la saison, Manning va partager les responsabilités du quarterback avec le vétéran Edd Hargett (en). Manning termine la saison avec six touchdowns à la passe et quatre touchdowns à la course. Il devient titulaire incontesté de l'équipe la saison suivante mais malgré les prouesses de Manning, les Saints terminent de nouveau la saison avec un bilan négatif : 4-8-2.
En 1972, les Saints débitent par cinq défaites et terminent avec un bila de 2-11-1. Au cours de la pré saison 1973, les Saints licencient Roberts (en) et recrutent John North (en) qui va obtenir les 2 saisons suivantes (1973 et 1974) un bilan de 5-9.

### 1975 - 1979: l'ère de Hank Stram et de Dick Nolan
En 1975, les Saints quittent le stade de Tulane pour s’installer au Superdome situé en Louisiane. Malgré ce changement de stade, ils n'affichent qu'un bilan médiocre de 2-12 en fin de saison. L'entraîneur principal Johnny North (en) est congédié après six matchs et Ernie Hefferle (en) est nommé comme intérimaire à ce poste pour les huit derniers matchs de la saison.
Pour la saison 1976, Hank Stram (en) est engagé comme entraîneur principal. Il possède un solide palmarès puis qu’avec les Chiefs de Kansas City (anciennement les Texans de Dallas), il remporte trois titres AFL et un Super Bowl. Cependant, il n'améliore pas grand chose aux Saints qui clôturent leur saison avec un bilan de nouveau négatif de 4-10. Archie Manning, après avoir subi une opération du coude juste après l'embauche de Stram (en), ne joue aucun match de la saison et est remplacé par les QBs Bobby Scott (en) et Bobby Douglass (en) (ce dernier, arrivé des Bears de Chicago). La saison de 1977 ne sera pas meilleur puisque les Saints terminent avec 3 victoires pour 11 défaites (dont une défaite humiliante 33 à 14 le 11 décembre des œuvres des Buccaneers de Tampa Bay soit la première victoire des Bucs en NFL après 26 défaites consécutives).
En 1978, Stram (en) est remplacé par Dick Nolan (en). La franchise va s'améliorer : Manning va connaître la meilleure saison de sa carrière à cette date, enregistrant 3 416 yards et 17 touchdowns. Il est nommé pour la première fois dans l'équipe de la NFC pour le Pro Bowl et est également nommé meilleur joueur NFC par The Sporting News et UPI. Les Saints obtiennent un bilan de 7-9. Les Saints auraient participé aux séries éliminatoires sans les défaites contre les Falcons d'Atlanta ("Big Ben" d'Atlanta marque un TD décisif dans les dernières secondes de chaque match) et contre les Steelers de Pittsburgh (défaite par un petit écart contre les vainqueurs du Super Bowl XIII).
En 1979, les Saints vont se baser sur les succès de l'année précédente. Après un début de saison négatif (0-3, y compris une défaite de 34 à 40 en prolongation contre les Falcons lors du premier match), les Saints remportent cinq de leurs six prochains matchs et deviennent leader de la NFC West après neuf matchs. Les Saints affichent un bilan provisoire de 7-6 avant le match du lundi soir contre les Raiders d'Oakland. Les Rams de Los Angeles (8-6) sont leurs rivaux pour le titre de la NFC West. Les Saints mènent 35 à 14 mais cette avance va fondre et ils vont perdre le match 35 à 42. La semaine suivante, ils sont battus à domicile 35 à rien par les Chargers de San Diego ce qui met un terme à leurs espoirs de phase éliminatoire. Les Saints battent les Rams de Los Angeles (qui jouaient leur dernier match au Los Angeles Memorial Coliseum) lors du dernier match de la saison régulière. Ils terminent donc la saison avec un bilan de 8-8, la première saison avec autant de défaite que de victoire. Dans leur division, ils terminent pour la première fois plus haut qu'à la troisième place.

### 1980: l'ère de Dick Stanfel
Pour la saison 1980, les Saints fondaient de grands espoirs après leurs deux dernières saisons relativement réussies. Malheureusement, malgré une solide attaque, leur défense va faillir. L'équipe débute par 12 défaites consécutives et l'entraîneur principal Dick Nolan (en) est congédié. Dick Stanfel (en) le remplace, perd ses deux premiers matchs (dont celui à San Francisco où les Saints avaient une avance de 28 points) mais gagne ensuite d'un point contre les Jets de New York (ceux-ci finiront la saison avec le deuxième plus mauvais score de la ligue à 4-12). Après ce match, alors qu'Archie Manning signait des autographes, un garçon a couru vers lui et lui a volé sa cravate (elle n'était pas attachée). À la suite de cela, Manning recevra une amende de la NFL pour avoir enfreint leur code vestimentaire. Les Saints perdent leur dernier match de la saison contre les Patriots de la Nouvelle-Angletrere et finissent avec un bilan de 1-15, le pire de l’histoire de la franchise et (à l’époque) le pire pour un calendrier à 16 matchs (depuis, il a été dépassé par les Lions de Detroit en 2008 : 0-16).
Buddy Diliberto (en), journaliste local et personnalité en radio et télévision, portait un sac d'épicerie en papier sur la tête afin de promouvoir le sac brun de Sonic, son sponsor de l'époque. De nombreux fans l'ont imité et se sont mis à porter des sacs au-dessus de leur tête pendant les matchs. Le surnom "Aints" est également né en raison de l'ineptie des Saints de 1980.

### 1981 - 1985: L'ère de Bum Philips
En 1981, Bum Phillips (en), ancien entraîneur principal des Oilers de Houston, est nommé à la direction des Saints. La triste saison de 1980 ayant permis aux Saints d’obtenir le premier choix lors de la draft 1981 de la NFL, ils y choisissent RB George Rogers, vainqueur du trophée Heisman avec les Gamecocks de la Caroline du Sud. Il va jouer avec les Saints, tous les matchs de la saison, participant à au moins 25 jeux par match (à l'exception d'un seul match). Il gagne 1 674 yards à la course et devient le meilleur coureur de la saison NFL. Cependant, cela ne permet pas aux Saints d'obtenir un bon bilan puisqu'ils terminent la saison à 4-12, deux des victoires remportées contre les Rams.
En 1982, les Saints engagent Ken Stabler, ancien QB des Raiders d'Oakland et des Oilers de Houston. Ils cèdent Archie Manning aux Oilers. Les Saints débutent la saison avec un bilan provisoire de 1-1, lorsqu'une grève des joueurs va entraîner l'annulation de sept matchs. Lorsque la saison reprend, les Saints remportent deux matchs de suite, perdent ensuite quatre matchs de suite avant de gagner leur dernier match. Ils finissent avec un bilan de 4 victoires pour 5 défaites et ne sont pas qualifiés les séries éliminatoires.
En 1983, les Saints vont encore améliorer leur bilan de saison. Ils afficheront un bilan positif pendant la majeure partie de la saison. Cependant, la défaite 28-31 contre les Jets de New York (après avoir mené de 17 points dans le 4e quart temps) combinée avec la défaite contre les Rams de Los Angeles (les Rams inscriront deux touchdowns à la suite d'interception, un autre en retour de kick off et un dernier de 42 yards par Mike Lansford (en) à six secondes de la fin du match) annihilent leurs chances de participer aux séries éliminatoires. Ils terminent avec un bilan de 8-8, égalisant leur précédent record de saison.
Huit semaines après la fin de la saison 1983, les Saints cèdent leur premier choix de la Draft 1984 contre le quarterback Richard Todd des Jets de New York. Au cours de la saison 1984, les Saints acquièrent Earl Campbell (ancien lauréat du trophée Heisman, futur défenseur membre du Pro Football Hall of Fame, meilleur coureur NFL lors de ses trois premières saisons avec les Oilers sous les ordres de l'entraîneur principal Bum Phillips). Les Saints vont battre pour la première fois les Steelers de Pittsburgh au Superdome, mais le bilan restera négatif (7-9) à cause d'une série de trois défaites en fin de saison.
La franchise est mise en vente par le propriétaire John W. Mecom Jr. (en) lors de la saison 1984. Des rumeurs faisaient craindre que le nouveau propriétaire pourrait déplacer la franchise vers Jacksonville en Floride. Il n'en sera rien puisque le 31 mai 1985, la franchise est reprise par Tom Benson, un Néo-Orléanais originaire de la Nouvelle-Orléans et propriétaire de nombreux concessionnaires d’automobiles.
En 1985, les Saints présentent un bilan provisoire de 3-2 avant de perdre perdu six matchs de suite. Bum Phillips (en) démissionne après le 12e match de la saison. Son fils, Wade Phillips, coordonnateur défensif des Saints, est nommé entraîneur par intérim. Les Saints terminent la saison avec un bilan négatif de 5-11. L’émergence de QB Bobby Hebert (en), originaire de Louisiane, permet aux Saints de remporter des victoires contre les Vikings et les Rams en fin de la saison. Hebert (en) avait précédemment joué trois saisons dans la United States Football League (ligue de football américain ayant existé de 1982 à 1986) avec les Panthers du Michigan et les Invaders d'Oakland, remportant cette ligue en 1983 avec les Panthers.

### 1986 - 1996: l'ère de Jim Mora
Avant la saison 1986, Tom Benson, propriétaire des Saints, met son empreinte sur l'équipe en nommant d'une part Jim Finks (en) comme président et directeur général et d'autre part Jim E. Mora (en) comme entraîneur principal. L’attaque des Saints va connaitre des difficultés tout au long de l’année après la blessure au genou subie par Bobby Hebert (en) lors du troisième match de la saison. Néanmoins, grâce à une défense revitalisée et à Rueben Mayes (en), rookie NFL de la saison 1986, La Nouvelle-Orléans s’améliore et termine la saison avec un bilan de 7-9.
La saison 1987 débute par une victoire et une défaite mais à partir de la 3e semaine, la saison est perturbée par une grève des joueurs. Les remplaçants sont utilisés jusqu'à ce que les titulaires mettent fin à leur grève. Il n'y a de ce fait qu'un seul match annulé au cours de la saison. Les Saints obtiennent un bilan de 2-1 avec les remplaçants dirigés par leur QB, John Fourcade (en), originaire de La Nouvelle-Orléans. Lorsque les titulaires reviennent, leur premier match est contre les 49ers de San Francisco en 6e semaine (défaite 22 à 24). C'est cependant la dernière fois que l'équipe va connaître la défaite en 1987. Ils remportent en effet et pour la première fois de l'histoire de la franchise, neuf victoires consécutives. Ils affichent également le meilleur bilan de l'histoire de la franchise puisqu'ils terminent la saison avec 12 victoires pour 3 défaites. Malheureusement, la défaite contre San Francisco ne leur permet pas de remporter le titre de champion de la Division NFC West puisque ces mêmes 49ers terminent eux avec un bilan de 13-2. Bien qu'affichant un bilan meilleur que les trois autres vainqueurs de division NFC, ils doivent se contenter du tour de wild card pour accéder à la phase éliminatoire. Le 3 janvier 1988, pour la première fois de l'histoire de la franchise, les Saints participent aux play-offs en accueillant les Vikings du Minnesota. Bien qu'ayant ouvert le score par un TD, les Saints sont menés 10 à 31 par les Vikings. Les Vikings remportent le match 44 à 10. Malgré la défaite, six joueurs des Saints sont sélectionnés pour le Pro Bowl. De plus, Mora (en) et Finks (en) sont nommés respectivement meilleur entraîneur et meilleur exécutif de l’année 1987 en NFL.
Les Saints de la saison 1988 ont l’intention de retourner phase éliminatoire. Après avoir débuté la saison par une défaite contre leur rivaux de division les 49ers, ils enchaînent avec une série de sept victoires consécutives. Ils perdent ensuite cinq des sept prochains matchs. Bien que remportant le dernier match de la saison contre Atlanta, ils ne sont pas qualifiés pour les séries éliminatoires.
En 1989, ils réussissent à finir à 9-7, mais ratent de nouveau la phase éliminatoire à deux matchs près.
En 1990, les Saints connaissent un début de saison médiocre avec un bilan de 2-5 en 7e semaine. Ils renversent la tendance et remportent des victoires serrées ce qui suffi à leur permet de terminer avec un bilan final de 8-8. La formule des séries éliminatoires ayant été modifiée (depuis cette saison, il y a six équipes de chaque conférence qui se qualifient pour la phase éliminatoire), les Saints affrontent en Wild Card, en déplacement au Soldier Field les Bears de Chicago, Ils perdent le match 6 à 16 et sont éliminés.
En 1991, les Saints débutent avec une série de sept victoires, un record pour l'équipe, qui n'avait jamais fait mieux que 2-0 en début de saison. Avec ce bilan provisoire de 7-0, les Saints ont une avance de quatre matchs sur les autres équipes de leur division. Ils perdent cinq de leurs sept prochains matches, ce qui remet Atlanta et San Francisco en course pour le titre de la division NFC West. Les Saints arrivent à remporter les deux derniers matchs de la saison et terminent avec un bilan de 11-5 tandis que les Falcons et les 49ers terminent avec des bilans de 10-6. Les Saints remportent leur premier titre de division. Les Saints jouent en Wild Card au Superdome contre Atlanta mais perdent le match 20 à 27.
En 1992, les Saints (12-4) perdent leur titre de division au profit des 49ers (14-2). Ils sont néanmoins de nouveau qualifiés pour le tour de Wild Card mais perdent à nouveau à domicile, 20 à 36 contre les Eagles de Philadelphie. Il s'agit de leur quatrième défaite consécutive en Wild Card.
La saison 1993 voit les Saints bien commencer avec un bilan de 5-0, mais ils perdent huit de leurs onze derniers matchs et terminent la saison à 8-8 sans qualification pour la phase éliminatoire.
Après avoir terminé sept années consécutives sans bilan négatif, la franchise va terminer la saison 1994 à 7-9, bilan identique à la première saison de Mora à la tête de l'équipe.
En 1995, les Saints terminent de nouveaux à 7-9 au sein d'une NFC West qui a été élargie pour inclure les Panthers de la Caroline. Les Saints finissent derniers de la division.
Le début de la saison 1996 sera fatal à Mora puis qu’après 2 victoires pour 6 défaites, il démissionne de son poste. Il affiche un bilan en fin de mandat de 93 victoires pour 78 défaites. Il devient l'entraîneur des Saints le plus titré de tous les temps. En fait, Mora sera jusqu'à Sean Payton, le seul entraîneur à avoir eu une fiche finale positive avec les Saints. Avant son arrivée, la franchise n'avait gagné que 90 matchs. Son bilan (93 victoires) est donc supérieur de 3 unités. l'intérim est assuré par Rick Venturi (en) mais celui-ci n'améliorera pas la saison puisqu'il n'obtiendra qu'une seule victoire pour 7 autres défaites (bilan final de 3-13, le pire bilan de la franchise depuis 1980).

### 1997 - 1999: l'ère de Mike Ditka
Avant le début de saison 1997, Tom Benson nomme comme entraîneur principal des Saints, Mike Ditka, le coach des Bears de Chicago dans l'espoir d'y gagner également un Super Bowl comme Dikta l'avait fait avec les Bears. Cependant, la franchise va vivre une période tumultueuse sous l'ère Ditka.
En 1997, l'équipe obtient un bilan de 6-10, soit une petite amélioration (+ 3 victoires) par rapport à la saison précédente. L’équipe possède une solide défense axée entre autres sur DE Joe Johnson (en), MLB Winfred Tubbs (en) et le vétéran CB Eric Allen (en). Son équipe offensive est cependant trop irrégulière.
La saison 1998 est chaotique, QB Billy Joe Hobert (en) se blesse lors de la première victoire de la saison contre les Rams de St. Louis. La franchise réclame alors le quarterback Kerry Collins, libéré par les Panthers de la Caroline un peu plus tôt dans la saison. Collins devient titulaire mais va perdre 31 à 17 contre les Panthers une équipe qui n'avait pas encore gagné d la saison. En milieu de saison, il gagne 22 à 3 contre les Cowboys de Dallas mais échoue contre les Buffalo Bills en 17e semaine. Sa performance médiocre, associée à une arrestation très médiatisée lors d'un délit de conduite sous l'empire d'un état alcoolique, force Ditka à déclarer que son équipe ne chercherait pas à re-signer Collins. Les Saints terminent avec un bilan à nouveau négatif : 6-10.
Dans les mois qui précèdent la draft 1999 de la NFL, Ditka émet le souhait d'y acquérir RB Ricky Williams, vainqueur du trophée Heisman lequel avait également établi un record NCAA à la course avec les Longhorns. Les propos de Ditka selon lesquelles il aurait "échangé l'intégralité de ses choix de draft" contre un coureur hors norme étaient bien connues. Les Saints ont le 13e global choix de la draft et doivent donc ruser pour avoir une chance de choisir Williams. Ils vont y parvenir après la sélection en quatrième choix global de RB Edgerrin James par les Colts d'Indianapolis. Les Saints réalisent un échange conjointement avec les Redskins de Washington et les Bears de Chicago pour obtenir le 5e choix global de Washington en échange de leurs autres choix de la draft 1999 et de leurs premier et troisième choix de la draft 2000. Cet échange suscite des réactions mitigées parmi les fans des Saints. Dans les jours qui suivent la draft, Ditka prédit avec audace que les Saints iront au Super Bowl.
La saison 1999 des Saints va être marquée par encore plus d'éléments en leur défaveur : un faible quarterback, une défense faible et un WR Williams handicapé par une entorse à la cheville et une blessure au coude. Les Saints terminent avec un bilan de 3-13. Peu de temps après la fin de la saison, Tom Benson propriétaire de la franchise, vire Ditka, l’ensemble des entraîneurs et le directeur général Bill Kuharich (en).
Sous l'ère Ditka (3 saisons), il aura utilisé sept titulaires différents au poste de quarterback (Heath Shuler, Danny Wuerffel, Doug Nussmeier (en), Billy Joe Hobert (en), Billy Joe Tolliver (en), Kerry Collins et Jake Delhomme) et aura fait passer sa défense du top dix au plus bas de la ligue.

### 2000 - 2005: l'ère de Jim Haslett

#### Saison 2000
Pour remplacer Ditka et Bill Kuharich (en), Tom Benson engage comme directeur général Randy Mueller (en) ayant travaillé chez les Seahawks de Seattle et comme entraîneur principal, l'ancien coordinateur défensif des Steelers de Pittsburgh, Jim Haslett (en). Mueller change profondément l'équipe via la free agency et engage entre autres WR Jake Reed (en), WR Joe Horn, QB Jeff Blake, TE Andrew Glover (en), DT Norman Hand (en), CB Fred Thomas (en), S Chris Oldham (en) et LB Darrin Smith (en). Ayant échangé leur choix de premier tour de draft afin d'obtenir Williams la saison passée, les Saints choisissent au second tour de la draft 2000 de la NFL, DE Darren Howard (en). Les Redskins avaient auparavant choisi LB LaVar Arrington grâce au choix premier tour reçu des Saints.
Inspiré par RB Terrell Davis et l'attaque des Broncos de Denver, le nouveau coordinateur offensif, Mike McCarthy, met en place une attaque visant à ouvrir les voies et à jouer le ballon, soit une forme de West Coast Offense avec RB Ricky Williams comme point central.
La saison 2000 débute par un bilan provisoire de 1-3. Les Saints retrouvent remportent ensuite six matchs consécutifs grâce à Williams et à une forte défense. La saison marque l’émergence surprenante de WR Joe Horn, qui était remplaçant chez les Chiefs de Kansas City, mais qui chez les Saints devient la cible principale de QB Blake.
La malchance frappe à nouveau. Williams et Blake se blessent pour le reste de la saison. La blessure de Blake est une opportunité pour QB Aaron Brooks, qui remporte deux victoires essentielles : une victoire surprise contre le champion en titre des Rams de St. Louis et une victoire obtenue à la suite d'un retour tardif contre les 49ers de San Francisco. Les Saints restent en tête de leur division. En 16e semaine, ils gagnent contre les Falcons d’Atlanta mais perdent ensuite contre Saint-Louis. Les Saints affichent néanmoins un bilan de 10-5, obtiennent une qualification pour la phase éliminatoire et remportent leur premier titre de division depuis 1991.
Lors de la dernière semaine de la saison régulière, les Saints perdent face aux Rams. Ces deux équipes se retrouvent dans les playoffs et s'affrontent au premier tour de wild-card. Malgré la blessure du WR Joe Horn en début de match, les Saints, grâce à 3 touchdowns de Brooks à la passe (réceptions du WR Willie Jackson (en)), mènent 27 à 7 en début de 4e quart temps. Le retour tardif des Rams est ensuite stoppé net lorsque leur WR Az-Zahir Hakim (en) ne capte pas un botté de dégagement adverse en fin de match ce qui permet au FB Brian Milne (en) des Saints de récupérer le ballon. New-Orléans fait tourner le chrono et remporte le match 21 à 28, obtenant ainsi la première victoire en phase éliminatoire de l'histoire de la franchise.
Le retour de Ricky Williams la semaine suivante ne permet pas aux Saints de remporter la victoire face aux Vikings du Minnesota (défaite 16 à 34). Malgré la défaite, la saison 2000 est considérée comme un succès par les fans et les médias. Jim Haslett (en) et Randy Mueller (en) ont été reconnus par la NFL respectivement comme meilleur entraîneur et meilleur exécutif de l'année. Cinq Saints sont sélectionnés pour le Pro Bowl : WR Joe Horn, LT Willie Roaf, les DL Joe Johnson (en) et La'Roi Glover et LB Keith Mitchell. Lors de cette saison, Horn établi un record de franchise avec 1 340 yards à la réception. En dépit de sa blessure, Williams a accumulé 1 000 yards et 8 touchdowns s en 10 matchs.

#### Saison 2001
Au premier tour de la draft 2001 de la NFL, les Saints récupèrent le RB Deuce McAllister. Pendant la saison 2001, les Saints ne sont pas réguliers et finissent par enchaîner perdre leurs quatre derniers matchs de la saison avec des différences de points élevées : au total ils encaissent 160 points ne parvenant à gagner que 40 points avec un dernier match perdu à domicile 38 à 0 contre San Francisco. Les Saints terminent la saison avec un bilan de 7-9.
La saison est marquée par le comportement curieux de WR Albert Connell (en), acquis en cours de saison et destiné à concurrencer Joe Horn. Connell est accusé d'avoir volé plus de 4 000 dollars à son coéquipier Deuce McAllister, Il reconnait les faits prétextant qu'il ne s'agissait que d'une farce. Connell ne réceptionne que 12 passes en 11 matchs. Il sera suspendu par l'équipe les quatre derniers matchs de la saison. Il sera ensuite mis fin à son contrat.
Pendant l'inter saison, les Saints échangent leur RB Ricky Williams contre deux choix de premier tour des Dolphins de Miami.

#### Saison 2002
Pour la saison 2002, les Saints sont versés dans la NFC South. Leur saison débute de manière prometteuse mais se termine comme les précédentes. Les Saints commencent l'année avec des victoires impressionnantes contre trois équipes ayant participé à la phase éliminatoire 2001 (soit une victoire en prolongation contre leur nouveau rival de division les Buccaneers de Tampa Bay, victoire avec une avance de 15 points contre Green Bay et victoire de derrière minute contre Chicago). Ils perdent face à Detroit, et enchaînent avec trois défaites consécutives (contre Minnesota, Cincinnati et Caroline). Une seule victoire contre l'une de ces équipes aurait permis aux Saints d'obtenir une place en phase éliminatoire mais après avoir débuté avec un bilan provisoire de 6-1, ils terminent à 9-7 et ne sont pas qualifiés pour la phase éliminatoire.
Jim Haslett (en) et son équipe d'entraîneurs ont été critiqués par le fait que le QB titulaire Aaron Brooks n'ait pas maintenu ses performances dans les derniers matchs de la saison. Brooks a été handicapé par une blessure à l'épaule. Bien que lui-même et Haslett aient insisté sur le fait que la blessure n'affecterait pas son jeu, ses performances ont laissé entendre le contraire. Au cours des six derniers matchs de la saison, Brooks n'a complété que 47% de ses passes, ne marquant que TDs mais se faisant intercepter à cinq reprises tout en subissant également six fumbles. Son pourcentage de passes réussies au cours des six matches était de 66,7 alors qu'il sera de 80,1 sur toute la saison. La faible performance de Brooks en fin de la saison pousse les fans à chanter pendant les matchs "We Want Jake!", espérant que QB Jake Delhomme ne soit appelé à le remplacer. Cela n'aura pas lieu. Au cours de l'inter saison, Delhomme signe avec Caroline en partie parce qu'on lui promet d'être titulaire. Lors de sa première saison chez les Panthers, Delhomme les conduit au Super Bowl XXXVIII donnant encore plus de regrets aux fans des Saints.

#### Saison 2003
En fin de saison 2003, les Saints affichent un bilan de 8-8. Cette saison est celle du River City Relay (en) soit le match joué en 16e semaine contre les Jaguars de Jacksonville. Les Saints ont un bilan provisoire de 7-7 et ont besoin d’une victoire pour espérer participer aux play-offs. Les Jaguars mènent 20 à 13 alors qu'il ne reste que sept secondes à jouer. Les Saints sont sur leur ligne des 25 yards. Dans une action rappelant The Play, Aaron Brooks passe la balle à WR Donté Stallworth lequel remonte le terrain, évite 3 tacles adverses. L'horloge est à zéro lorsque, sur la ligne des 35 yards adverses, il effectue une passe latérale à WR Michael Lewis (en) qui gagne du terrain et se retrouve sur la ligne des 25 yards lorsqu'il effectue aussi une passe latérale vers RB Deuce McAllister lequel gagne 5 yards. Il fait à son tour une passe à WR Jerome Pathon (en) qui, protégé par un bloc de QB Aaron Brooks sur le dernier défenseur des Jaguars, franchi les 21 derniers yards pour inscrire un TD. Le score est alors de 19 à 20. Si K John Carney (en) réussi la conversion du TD, les Saints reviennent à égalité et jouent la prolongation. Cependant, celui qui n'avait manqué qu'une seule conversion de TD en 10 ans (98.4% de réussite en carrière) frappe mal le ballon lequel passe largement à droite des poteaux. Les Saints sont éliminés de la phase éliminatoire.

#### Saison 2004
Après les douze premières rencontres de la saison 2004, les Saints affichent un bilan provisoire de 4-8 mettant en péril le poste de Jim Haslett (en). Les Saints obtiennent trois victoires consécutives ce qui leur donne un bilan provisoire de 7-8. Ils affrontent Caroline (également à 7-8) en dernière semaine et n'ont plus leur sort entre leurs mains. Pour se qualifier en playoffs, ils doivent impérativement battre les Panthers et les résultats des matchs de St Louis, de Seattle et de Minnesota doivent leur être favorable. Minnesota perd 21 à 18 face à Washington obtenant un bilan final de 8-8 qui leur donne accès à la phase éliminatoire puisqu'ils ont battu les Saints en saison régulière. Seattle gagne son dernier match et remporte la NFC West (bilan de 9-7). Le sort des Saints dépend du match entre les Rams (7-8 avant le match) et les Jets de New York. Le score est de 29 partout en fin de temps réglementaire. La première équipe à marquer gagne le match puisque sur leurs premier drive de la prolongation, les deux équipes n'ont pas inscrit de point. Après 7 minutes de jeu, Doug Brien (en), K des Jets et ex-Saints, manque un FG de 36 yards. Les Rams, sur le drive suivant, vont convertir un FG de 44 yards et remportent le match, finissant avec un bilan de 8-8 comme les Saints. Le critère de qualification pour la phase éliminatoire en cas d'égalité est le meilleur bilan en matchs de Conférence NFC. Celui des Rams (7-5) est meilleur que celui des Saints (6-6), ce qui qualifie St Louis en playoffs.

#### Saison 2005
Au début de la saison 2005, les Saints ont l'espoir de pouvoir tirer parti de leurs bons résultats de la fin de 2004. Mais lorsque l’ouragan Katrina frappe, ils sont plongés dans le chaos tout comme le reste de leur ville. Les Saints doivent transférer leur quartier général à San Antonio dans le Texas. Ils réussissent à donner un élan émotionnel à leur ville natale en battant les Panthers 23 à 20 en première semaine. La NFL décrète que leur premier match considéré à domicile sera disputé au Giants Stadium contre les Giants de New York. Les Saints perdent 10 à 27 et se sentent humiliés par cette situation. Le reste des matchs à domicile se déroulent soit à l'Alamodome de San Antonio soit au Tiger Stadium de Baton Rouge. Les Saints perdent ensuite contre Minnesota en 3e semaine, mais battent Buffalo la semaine suivante (bilan provisoire 2-2). Ils perdent largement contre Green Bay 3 à 52 alors que cette équipe n'avait connu que la défaite depuis le début de saison. Cette défaite est d'autant plus préjudiciable pour les Saints que leur RB Deuce McAllister s'y blesse pour le reste de la saison. Ils finissent la saison avec un bilan de 3-13. Pour les derniers matchs de la saison, QB Aaron Brooks est mis sur le banc (il sera échangé aux Raiders d'Oakland) et est remplacé par les QBs Todd Bouman et Adrian McPherson (en). En fin de saison, la franchise décide de se séparer de l'entraîneur principal Jim Haslett (en).

### 2006 - 2020: l'ère Sean Payton - Drew Brees

#### Saison 2006
Les Saints de la saison 2006 réalisent l’un des retournement de situation le plus remarquable de l’histoire de la NFL puisqu'ils seront la première équipe à passer d'un bilan négatif de 3-13 au titre de champion de conférence la saison suivante. C'est la première fois que Sean Payton officie comme entraîneur principal. Il travaillait à Dallas comme assistant de Bill Parcells. Pour ses débuts d'entraîneur, il vire près de la moitié de l'équipe dont QB Aaron Brooks.
Les Saints investissent dans la free-agency et y recrutent Drew Brees, ancien QB des Chargers de San Diego, lequel avait été remercié à cause d'une blessure à l'épaule encourue lors du dernier match de la saison 2005. Brees intéresse également l'entraîneur principal Nick Saban des Dolphins de Miami mais leurs médecins se méfient car ils lui donnaient 25 % de chances de pouvoir rejouer. Les Saints parient sur sa capacité à se rétablir à temps pour la saison et le signent avec un contrat à long terme. Ce contrat va constituer un tournant majeur dans l'histoire des Saints.
La veille de la draft du 29 avril, on apprend que les Texans de Houston ne peuvent pas parvenir à un accord avec RB Reggie Bush. Ils obtiennent à la place un accord avec le DE Mario Williams en tant que premier choix. Lorsque les Saints découvrent que Bush est disponible, ils choisissent l'ancien joueur d’USC comme 2e choix global. Dans cette draft, les Saints choisissent également au 7e tour (252e choix global), un joueur inconnu qui va se révéler remarquable, WR Marques Colston de l'Université Hofstra.
En début de pré saison 2006, les Saints gagnent aisément face aux Titans du Tennessee grâce à RB Reggie Bush qui réussit une longue course à la suite d'un brusque changement de direction. C'est le seul fait remarquable de la pré saison pour les Saints qui perdent leurs trois autres matchs (1-3).
La saison régulière 2006 commence pour les Saints avec une victoire contre les Browns de Cleveland. Même s'il n'a pas inscrit de TD, RB Reggie Bush effectue un bon début en carrière de NFL (14 courses pour 61 yards, 8 réceptions pour 58 yards, 3 retours de punt pour 22 yards). Au total, il gagne 141 yards. La semaine suivante, les Saints se rendent à Green Bay où ils avaient perdu 52-3 l'année précédente. Le début du match semble difficile pour les Saints, qui sont menés rapidement 0 à 13. QB Brees va renverser le jeu gagnant 353 yards et inscrivant deux TDs à la passe. Les Saints gagnent le match 34 à 27. Le match suivant est à domicile au Superdome et les oppose aux Falcons d’Atlanta. Beaucoup de personnes s'attendent à ce que le jeu de course des Falcons (2-0) écrase les Saints (2-0). Ce match est le premier officiel des Saints à La Nouvelle-Orléans depuis le passage de l'Ouragan Katrina. Pendant les festivités d'avant-match, Green Day et U2 interprètent une chanson qui va devenir l'hymne non officiel de l'équipe : The Saints Are Coming. La Nouvelle-Orléans domine le match dès le début : le S Steve Gleason (en) bloque un punt lequel est récupéré par le CB Curtis Deloatch (en) qui inscrit le TD. Les Saints gagnent 23–3.
La semaine suivante, les Saints perdent 18-21 leur premier match de la saison face à leur rival de division, les Panthers de la Caroline. Les Saints rebondissent lors de leur deuxième match à La Nouvelle-Orléans face à un autre rival de division, les Buccaneers de Tampa Bay. En fin de 4e quart temps, RB Reggie Bush réalise une course de 65 yards inscrivant le touchdown de la victoire, le premier de sa carrière. Les Saints sont maintenant à 4-1 et dominent la NFC South. Une semaine plus tard, les Saints surprennent l'équipe favorite des Eagles de Philadelphie et gagnent le match 27 à 24.
La Nouvelle-Orléans va perdre de sa superbe (trois défaites en quatre matchs) mais se reprennent car après la 11e semaine, ils remportent trois victoires consécutives (victoire contre Falcons d'Atlanta, les 49ers de San Francisco et les Cowboys de Dallas).
Les Saints terminent la saison régulière à 10–6, remportant le titre de la division NFC South et, pour la première fois dans l'histoire de la franchise, se qualifient pour la phase éliminatoire sans jouer le tour de Wild Card.
Ce match en playoff est une revanche de la 6e semaine contre les Eagles lesquels sont emmenés par le QB réserve Jeff Garcia ayant obtenu six victoires consécutives. Pendant le match, RB Deuce McAllister va gagner près de 150 yards et inscrire deux TDs en réception, l'autre à la course. La Nouvelle-Orléans remporte 27 à 24 son premier match de division en playoff, la seconde victoire en playoff de toute son histoire. Les Saints se rendent ensuite à Chicago pour affronter les Bears lors de la toute première participation de l'équipe à un Championnat de la NFC (en). Ils y sont vaincus par un score de 14 à 39.
Lors de la saison 2006, La Nouvelle-Orléans a dominé la NFL en matière de gains en yards et de yards par la passe. QB Drew Brees a établi de nouveaux records en une saison pour les Saints :
- avec le nombre de passes complétées : 356 ;
- avec l'évaluation de QB : 96,2% ;
- avec le nombre de yards à la passe : 4 418.

Trois de leurs joueurs sont sélectionnés au Pro Bowl 2007: QB Drew Brees, DE Will Smith et OT Jammal Brown (en).

#### Saisons 2007, 2008
La saison régulière 2007 débute avec un match en prime time contre les Colts d'Indianapolis, champions en titre, vainqueurs du Super Bowl XLI. La Nouvelle-Orléans perd le match 10 à 41. Les défaites s'enchaînent contre Tampa Bay, Tennessee et Caroline. Les Saints gagnent finalement contre les Seahawks de Seattle 28 à 17 en 6e semaine. Après trois autres victoires, ils perdent à deux reprises puis gagnent contre les Panthers de la Caroline avant de perdre à nouveau contre les Buccaneers. Au cours de la 16e semaine, les Saints perdent contre Philadelphie ce qui les éliminent de la phase éliminatoire. La défaite contre les Bears de Chicago met un terme à leur saison avec un bilan de 7-9.
Pour la saison 2008, les Saints commencent par vaincre les Buccaneers avant de perdre trois des quatre matchs suivants. La Nouvelle-Orléans est sélectionnée pour le match de série internationale à Londres, où elle bat San Diego 37 à 32. Le reste de la saison est inégale et, après avoir perdu contre Caroline le 28 décembre, l’équipe met fin à sa campagne 2008 avec un bilan de 8-8.

#### Saison 2009: La route pour le Super Bowl XLIV
Les Saints débutent la saison 2009 par une victoire contre les Lions de Détroit. Ils jouent ensuite en déplacement contre les Eagles qu'ils battent ces derniers étant privés de leur QB titulaire, Donovan McNabb blessé. Ils enchaînent avec d'autres victoires aisées contre les Bills de Buffalo et les Jets de New York. Après la semaine de repos, ils battent facilement les Giants de New York, puis les Dolphins de Miami au stade Landshark. Les Saints sont à 6-0. Les quatre adversaires suivants sont assez faibles et les Saints se retrouvent à 10-0. Au cours de la 12e semaine, ils affrontent les Patriots de la Nouvelle-Angleterre au Superdome et infligent une défaite cuisante aux triples champions du Super Bowl. Les Saints ont failli perdre ensuite contre les Redskins de Washington (3-8) au FedEx Field. Le score est de 30 partout à la fin du temps réglementaire. En prolongation, les Redskins commettent un fumble. Les Saints en profitent, inscrivent un field goal et remportent le match 33 à 30. Ils remportent le titre de la division NFC Sud. La semaine suivante, La Nouvelle-Orléans est battue à domicile par les Cowboys de Dallas 17 à 24. La semaine suivante, les Saints sont encore une fois battus à domicile en prolongation par les Buccaneers de Tampa Bay : 17 à 20. Ils s'assurent néanmoins la première place pour la phase éliminatoire de la conférence NFC après la défaite des Vikings du Minnesota face aux Bears de Chicago en 16e semaine. Les Saints se relâchent en 17e semaine contre les Panthers de la Caroline et terminent la saison à 13-3. Exemptés du tour de Wild Card, ils affrontent les Cardinals de l'Arizona qu'ils écrasent 45 à 14. En finale de Conférence NFC, les Saints affrontent les Vikings. Les deux équipes vont se livrer à un lutte épique. Brett Favre, quarterback des Vikings, est touché à plusieurs reprises par la ligne défensive des Saints. Il y a également de nombreuses pénalités, des temps morts et des interventions de l'arbitrage vidéo. Les deux équipes n'arrivent pas à creuser un écart plus grand qu'un TD. En fin de 4e quart temps, Favre lance une passe peu judicieuse en milieu du terrain, laquelle est interceptée par CB Tracy Porter stoppant le drive qui aurait pu faire gagner les Vikings. Le match va en prolongation et La Nouvelle-Orléans gagne la possession du ballon grâce au tirage au sort. K Garrett Hartley (en) inscrit un field goal de 40 yards qui envoie les Saints au Super Bowl, le premier de l'histoire de la franchise.
Le Super Bowl XLIV a lieu à Miami contre les Colts d'Indianapolis. Trois ans plus tôt, ces derniers avaient remporté le Super Bowl XLI. Les Colts ont une avance de 10 points en fin de premier quart. Les Saints sont incapables de marquer un touchdown lors des deux premiers quart temps et doivent se contenter de deux longs fields goals inscrits par K Hartley. Le score à la mi-temps est de 10-6 pour les Colts. Les Saints débutent le 3e quart temps par un onside kick inattendu qui surprend les Colts. Les Saints récupèrent ainsi la possession du ballon. Ils inscrivent ensuite leur premier TD à la suite d'une passe de Drew Brees réceptionnée par RB Pierre Thomas (en). Les Saints mènent au score pour la première fois du match : 13-10. Après un TD des Colts et un FG de Hartley, le score passe à 17 à 16 en faveur des Colts. En 4e quart temps, les Saints reprennent la tête alors qu'il ne reste que 5 min 42 s de jeu à la suite d'un TD de deux yards (passe de QB Brees réceptionnée par TE Jeremy Shockey). La conversion à deux points (réception de WR Lance Moore (en)) leur donne une avance de 7 points : 24–17. Le MVP de la saison, QB Peyton Manning, sur le drive suivant, remonte le terrain, se retrouve dans la zone adverse mais sa passe est interceptée par CB Tracy Porter qui parcourt 74 yards et inscrit le TD de la victoire : 31-17. La défense des Saints tient bon et le match se termine.
Les Saints remportent le Super Bowl pour la première fois de leur histoire ce qui entraîne de folles célébrations dans la ville de La Nouvelle-Orléans et sa région.

#### Saison 2010
Pour la saison 2010, les Saints n’atteignent pas leur niveau de jeu de 2009. Ils affrontent à domicile les Vikings pour le match d'ouverture, une revanche bien du championnat NFC qui se solde par une victoire de 14-9, le score le plus bas de Sean Payton en tant qu'entraîneur-chef. Après une autre victoire serrée contre San Francisco, les Saints s'inclinent 24-27 en prolongation, Drew Brees subit 2 interceptions et Garrett Hartley (en) (le héros de la phase éliminatoire 2009) rate plusieurs field goal, ce qui le met au banc temporairement, remplacé par John Carney (NFL) (en), un ancien des Saints qui a joué pour la première fois dans la NFL en 1988. C'est le dernier joueur actif dans la NFL des années 1980 qui marque deux buts pour aider la Nouvelle-Orléans à vaincre les Panthers de la Caroline qui ont 3 défaites, lors de la quatrième semaine. Après une défaite face aux Cardinals la semaine suivante, Carney démissionne et Hartley redevient le kicker titulaire.
Dans l’ensemble, les Saints ne sont pas en formes et subissent leur pire défaite lorsque les Browns de Cleveland les battent à domicile lors de la 7e semaine. Mais après la semaine de repos, l’équipe remporte quatre matchs de suite avant de perdre face aux Ravens de Baltimore lors de la 15e semaine. Les Saints l'emportent lors du match contre les Falcons d’Atlanta à 17-14. Par contre, ils perdent contre Tampa Bay 23-13 et termine la saison régulière avec un bilan de 11-5. La Nouvelle-Orléans atteint la phase éliminatoire, mais uniquement en Wild Card, car son rival de division, Atlanta, assure déjà le titre NFC South. Les Saints se dirigent contre Seattle, où leur saison prend fin de manière spectaculaire, avec uniquement 7 victoires, les Seahawks maîtrisent les champions en titre avec 41-36. Le match a été marqué par un touchdown de 67 yards par Marshawn Lynch, qui brise plusieurs tacles pendant le jeu.

#### Saison 2022-2024
Le coordinateur défensif Dennis Allen (en) est promu entraîneur principal le 8 février 2022.
Le 14 novembre 2022, après un départ décevant (3 victoires pour 7 défites), les fans lancent une pétition sur le média change.org demandant de relever Allen de ses fonctions. L'équipe termine la saison avec un bilan négatif de 7-10 et n'accèdent pas à la série éliminatoire. Allen reste cependant en poste pour le début de la saison 2023 au cours de laquelle la franchise acquiert le quarterback, Derek Carr. Le programme 2023 est un des plus facile de la ligue mais l'équipe termine avec un bilan de 9–8 ratant pour la troisième saison consécutive la série éliminatoire.
Dennis Allen est viré le 4 novembre 2024 à la suite de la défaite 22 à 23 contre les rivaux de division des Panthers et un début de saison décevant de 2-7 dont sept défaites consécutives. Il est remplacé par  son assistant Darren Rizzi (en) également entraîneur des équipes spéciales.

#### Saison 2025
Le 11 février 2025, les Saints engagent Kellen Moore en tant qu'entraîneur principal de la franchise.

## Bilan saison par saison
| Saison | Vic. | Déf. | Nuls | Classement                                                     | Séries éliminatoires |
| ------ | ---- | ---- | ---- | -------------------------------------------------------------- | --- |
| 1967   | 3    | 11   | 0    | 4e Capitol                                                     | -- |
| 1968   | 4    | 9    | 1    | 3e Century                                                     | -- |
| 1969   | 5    | 9    | 0    | 3e Capitol                                                     | -- |
| 1970   | 2    | 11   | 1    | 4e NFC West                                                    | -- |
| 1971   | 4    | 8    | 2    | 4e NFC West                                                    | -- |
| 1972   | 2    | 11   | 1    | 4e NFC West                                                    | -- |
| 1973   | 5    | 9    | 0    | 3e NFC West                                                    | -- |
| 1974   | 5    | 9    | 0    | 3e NFC West                                                    | -- |
| 1975   | 2    | 12   | 0    | 4e NFC West                                                    | -- |
| 1976   | 4    | 10   | 0    | 3e NFC West                                                    | -- |
| 1977   | 3    | 11   | 0    | 4e NFC West                                                    | -- |
| 1978   | 7    | 9    | 0    | 3e NFC West                                                    | -- |
| 1979   | 8    | 8    | 0    | 2e NFC West                                                    | -- |
| 1980   | 1    | 15   | 0    | 4e NFC West                                                    | -- |
| 1981   | 4    | 12   | 0    | 4e NFC West                                                    | -- |
| 1982   | 4    | 5    | 0    | 9e NFC Conf.                                                   | -- |
| 1983   | 8    | 8    | 0    | 3e NFC West                                                    | -- |
| 1984   | 7    | 9    | 0    | 3e NFC West                                                    | -- |
| 1985   | 5    | 11   | 0    | 3e NFC West                                                    | -- |
| 1986   | 7    | 9    | 0    | 4e NFC West                                                    | -- |
| 1987   | 12   | 3    | 0    | 2e NFC West                                                    | Défaite en tour de Wild Card (Vikings du Minnesota) 10-44 |
| 1988   | 10   | 6    | 0    | 3e NFC West                                                    | -- |
| 1989   | 9    | 7    | 0    | 3e NFC West                                                    | -- |
| 1990   | 8    | 8    | 0    | 2e NFC West                                                    | Défaite en tour de Wild Card (chez les Bears de Chicago) 6-16 |
| 1991   | 11   | 5    | 0    | 1er NFC West                                                   | Défaite en tour de Wild Card (Falcons d'Atlanta) 20-27 |
| 1992   | 12   | 4    | 0    | 2e NFC West                                                    | Défaite en tour de Wild Card (Eagles de Philadelphie) 20-34 |
| 1993   | 8    | 8    | 0    | 2e NFC West                                                    | -- |
| 1994   | 7    | 9    | 0    | 2e NFC West                                                    | -- |
| 1995   | 7    | 9    | 0    | 5e NFC West                                                    | -- |
| 1996   | 3    | 13   | 0    | 5e NFC West                                                    | -- |
| 1997   | 6    | 10   | 0    | 3e NFC West                                                    | -- |
| 1998   | 6    | 10   | 0    | 3e NFC West                                                    | -- |
| 1999   | 3    | 13   | 0    | 5e NFC West                                                    | -- |
| 2000   | 10   | 6    | 0    | 1er NFC West                                                   | Victoire en tour de Wild Card (Rams de Saint-Louis) 31–28 Défaite en tour de Division (chez les Vikings du Minnesota) 16-34                                                                 |
| 2001   | 7    | 9    | 0    | 3e NFC West                                                    | -- |
| 2002   | 9    | 7    | 0    | 3e NFC South                                                   | -- |
| 2003   | 8    | 8    | 0    | 2e NFC South                                                   | -- |
| 2004   | 8    | 8    | 0    | 2e NFC South                                                   | -- |
| 2005   | 3    | 13   | 0    | 4e NFC South                                                   | -- |
| 2006   | 10   | 6    | 0    | 1er NFC South                                                  | Victoire en tour de Division (Eagles de Philadelphie) 27–24br>Défaite en finale de conférence (chez les Bears de Chicago) 14-39                                                             |
| 2007   | 7    | 9    | 0    | 3e NFC South                                                   | -- |
| 2008   | 8    | 8    | 0    | 4e NFC South                                                   | -- |
| 2009   | 13   | 3    | 0    | 1er NFC South                                                  | Victoire en tour de Division (Cardinals de l'Arizona) 45–14 Victoire en finale de conférence NFC (Vikings du Minnesota) 31–28 (ET) Victoire au Super Bowl XLIV (Colts d'Indianapolis) 31-17 |
| 2010   | 11   | 5    | 0    | 2e NFC South                                                   | Défaite en tour de Wild Card (chez les Seahawks de Seattle) 36-41 |
| 2011   | 13   | 3    | 0    | 1er NFC South                                                  | Victoire en tour de Wild Card (Lions de Détroit) 45–28 Défaite en tour de Division (chez les 49ers de San Francisco) 32-36                                                                  |
| 2012   | 7    | 9    | 0    | 3e NFC South                                                   | -- |
| 2013   | 11   | 5    | 0    | 2e NFC South                                                   | Victoire en tour de Wild Card (chez les Eagles de Philadelphie) 26–24 Défaite en tour de Division (Seahawks de Seattle) 15-23                                                               |
| 2014   | 7    | 9    | 0    | 2e NFC South                                                   | -- |
| 2015   | 7    | 9    | 0    | 3e NFC South                                                   | -- |
| 2016   | 7    | 9    | 0    | 3e NFC South                                                   | -- |
| 2017   | 11   | 5    | 0    | 1er NFC South                                                  | Victoire en tour de Wild Card (Panthers de la Caroline) 31–26 Défaite en tour de Division (Vikings du Minnesota) 24-29                                                                      |
| 2018   | 13   | 3    | 0    | 1er NFC South                                                  | Victoire en tour de Division (Eagles de Philadelphie) 20–14 Défaite en finale de conférence (Rams de Los Angeles) 23-26                                                                     |
| 2019   | 13   | 3    | 0    | 1er NFC South                                                  | Défaite en tour de Wild Card (Vikings du Minnesota) 20ET26 |
| 2020   | 12   | 4    | 0    | 1er NFC South                                                  | Victoire en tour de Wild Card (Bears de Chicago) 21–9 Défaite en tour de Division (Buccaneers de Tampa Bay) 20–30                                                                           |
| 2021   | 9    | 8    | 0    | 2e NFC South                                                   | -- |
| 2022   | 7    | 10   | 0    | 2e NFC South                                                   | -- |
| 2023   | 9    | 8    | 0    | 2e NFC South                                                   | -- |
| 2024   | 5    | 12   | 0    | 3e NFC South                                                   | -- |
| Totaux | 417  | 480  | 5    | Saison régulière (8 titres de division, 1 titre de conférence) | Saison régulière (8 titres de division, 1 titre de conférence) |
| Totaux | 10   | 13   | -    | Séries éliminatoires                                           | Séries éliminatoires |
| Totaux | 427  | 493  | 5    | Saison régulière + séries éliminatoires                        | Saison régulière + séries éliminatoires |